# Invisible Circles
Invisible Circles es el tercer álbum de estudio de la banda neerlandesa de metal sinfónico, After Forever, salió el 25 de marzo de 2004 bajo el sello discográfico
Transmission Records.
Tras la marcha de Mark Jansen (ahora guitarrista de Epica), uno de los principales compositores, el grupo tuvo un fuerte cambio tanto en su música como las letras de las canciones.
Trata sobre la vida de una niña, de como es despreciada e incomprendida por sus padres y su entorno. Una temática bastante original, y fuera de lo normal si lo comparamos con el tipo de letras que se hace en este estilo. Naturalmente, es un álbum conceptual.

## Lista de canciones
1. Childhood In Minor - 1:20
2. Beautiful Emptiness - 5:24
3. Between Love & Fire - 4:56
4. Sins Of Idealism - 5:22
5. Eccentric - 4:10
6. Digital Deceit - 5:37
7. Through Square Eyes - 6:22
8. Blind Pain - 6:47
9. Two Sides - 4:34
10. Victim Of Choices - 3:21
11. Reflections - 5:11
12. Life's Vortex - 5:52

## Miembros
- Floor Jansen - Voz
- Sander Gommans - Guitarra y voz
- Bas Maas - Guitarra
- Luuk Van Gerven - Bajo
- Lando Van Gils - Piano & Synths
- Andre Borgman - Batería

### Invitados
- Amanda Somerville - Voz hablada en "Between Love and Fire" y "Blind Pain"

- Datos: Q1929705